# Stoyanka
 (avril 2022).
Stoyanka (en ukrainien : Стоянка, en russe : Стоянка) est un village situé dans l’oblast de Kiev, en Ukraine.

## Historique

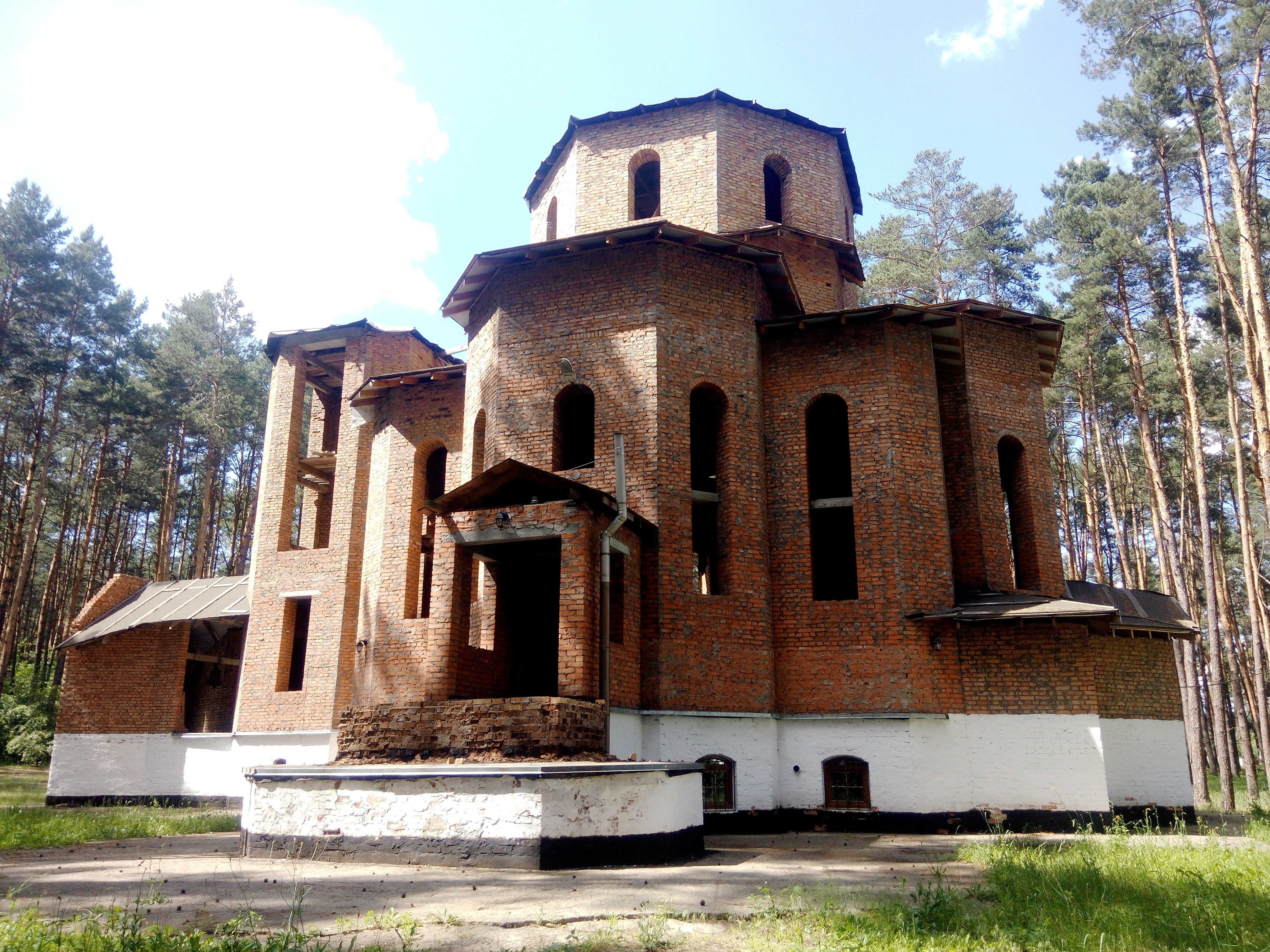
Église Saint-Nicolas lors de sa construction en juin 2021.

Le 30 mars 2022, les soldats russes — qui avaient pris possession de Stoyanka lors de l’invasion de l’Ukraine — quittent le village après 14 jours d'occupation et de bombardements, laissant derrière eux les cadavres de civils.